# Antoine-Charles de Gramont
Pour les articles homonymes, voir Gramont.
Antoine IV de Gramont, prince souverain de Bidache, 3e duc de Gramont, comte de Guiche et de Louvigny (1641 - 25 octobre 1720) est un général et diplomate français.

## Biographie
Né Antoine-Charles, il est le second fils d’Antoine III de Gramont, 2e duc de Gramont, pair de France, maréchal de France, et de Françoise-Marguerite de Chivré. Sa sœur, Catherine-Charlotte de Gramont, remarquée pour sa fraîcheur et son esprit, est mariée en 1660, à Louis Ier Grimaldi, prince de Monaco. Enfant, il partage les jeux de Louis XIV, son presque contemporain. Jeune, il est titré comte de Louvigny.
En 1658, il sert avec son frère à l'armée de Flandres, avec laquelle il se trouve aux sièges de Dunkerque, de Bergues et de Gravelines.
En 1660, il participe avec son père aux préparatifs du mariage entre Louis XIV et Marie-Thérèse d'Autriche, célébré le 9 juin 1660 à Saint Jean de Luz.
À partir de 1665, il est nommé colonel du régiment de Louvigny, qui prend, en 1674, le nom de régiment de Guiche. À partir de 1672, Antoine-Charles de Gramont se distingue au cours de la guerre de Hollande. Il sert avec son frère, le comte de Guiche, mort à Bad-Kreuznach le 29 septembre 1673. Il lui succède alors comme gouverneur de Navarre et de Béarn et devient l'héritier de leur père.
En mars 1674, il se trouve dans son gouvernement, à Bayonne, où il fait sa première entrée officielle et apprend la menace d'une attaque par les troupes hollandaises et espagnoles. Le mois suivant, il participe à la conquête de la Franche-Comté, commandée par Louis XIV lui même, notamment au siège de Besançon à la prise de Dole et à la prise de Gray. Sur ordre de Louis XIV, Il doit regagner rapidement Bayonne pour mettre cette ville en état de résister contre les Hollandais et les Espagnols, lesquels se retirent finalement.
En 1675, il est promu brigadier d'infanterie .
Au décès de son père, en 1678, il devient le 3e duc de Gramont, prince de Bidache, pair de France. En 1681, il préside les Etats de Navarre et les Etats de Béarn. Dans les années 1690, il fait de longs séjours dans son gouvernement, entrecoupés de séjours à la Cour.
En avril 1704, Louis XIV le nomme ambassadeur extraordinaire auprès de la Couronne d’Espagne, il a pour mission de contrer l'influence de la princesse des Ursins sur le Roi Philippe V et son épouse, Marie-Louise de Savoie, ce à quoi il ne parvient pas. En mai 1705, il quitte Madrid après avoir été fait néanmoins chevalier de l'ordre de la Toison d'or.
Il est élevé au rang de vice-roi de Navarre et de Béarn, et sert comme gouverneur de Bayonne. En 1689, il suit les travaux de fortification entrepris par Vauban à Bayonne, ville où il demeure de 1706 à 1712. En 1706, il organise à Bayonne le séjour de la reine douairière d'Espagne, Marie-Anne de Neubourg, exilée par Philippe V.
Avec le concours de Philippe d'Orléans, il soutient Philippe V durant la guerre de Succession d'Espagne, lorsque l'archiduc Charles d'Autriche envahit la Catalogne, en 1706, faisant parvenir à ses troupes, armement, renforts et subsides. En représailles, les adversaires de Philippe V organisent contre lui deux attentats en 1707, dont il sort indemne.
En octobre 1708, il est autorisé à venir à Paris et Versailles. En 1716, il publie les souvenirs de son père sous le titre Mémoires du Maréchal de Gramont.
Il meurt en son hôtel, rue Neuve des Augustins, à Paris, paroisse Saint Roch, le 25 octobre 1720.

### Distinctions
- Chevalier des ordres du Roi (1688)
- Chevalier de l'ordre de la Toison d'or (1705)

### Mariages et descendance
Il se marie deux fois : 
1. Le 15 mai 1668, à Paris, paroisse Saint Paul, Antoine-Charles de Gramont épouse Marie-Charlotte de Castelnau (1648 - Paris, 29 janvier 1694), la fille de Jacques de Castelnau, maréchal de France, et de Marie de Girard de Lespinay. Tous deux ont deux enfants.
2. Le 18 avril 1704, il se remarie avec Anne Baillet de La Cour (3 janvier 1665 - Paris, 7 mars 1737), fille de Nicolas Baillet de La Cour et de Jeanne Godefroy. D'une condition beaucoup plus modeste que son époux, elle est tenue à l'écart par la famille de celui-ci et par la Cour.

Dont, du premier mariage :
- Catherine-Charlotte de Gramont, dame d'honneur de la Reine (1669- 24 janvier 1739), mariée en 1693 avec Louis-François de Boufflers, 1er duc de Boufflers, maréchal de France (1644-1711), dont postérité.
- Antoine V de Gramont, 4e duc de Gramont (15 novembre 1671 - Paris, paroisse Saint Roch, 16 septembre 1725), marié en 1687 avec Marie-Christine de Noailles (1672-1748), dont postérité[8].

### Sources
- Christophe Levantal, Ducs et pairs et duchés-pairies laïques à l'époque moderne : (1519-1790), Paris 1996, p. 620-621